# El Carabassí
El Carabassí, también conocida como Dunas del Carabassí, es una playa y espacio natural ubicado entre los términos municipales de Elche y Santa Pola, en Alicante, España. 
Es una zona de gran valor ecológico debido a la combinación de dunas altas, dunas fósiles y pinares. 
Continuación de Los Arenales del Sol, la playa de El Alted y la playa de Urbanova, se acaba al sur con un litoral rocoso, ya en el término municipal de Santa Pola; constituye un espacio natural virgen. El estado habitual de la mar es oleaje moderado. La playa es de tradición nudista.
La playa está galardonada con bandera azul. Cuenta con servicios como hamacas, chiringuito, lavapiés, baños, vigilancia marítima y la posibilidad de realizar windsurf y otros deportes náuticos en un espacio habilitado para ello.